# Кимакский каганат
Кимакский каганат — древнетюркское государство, располагавшееся на территории современного Казахстана и Южной Сибири примерно в середине IX века по 1035 годы. Каганат был основан древним тюркским народом кимак, которые ушли на запад после падения Восточно-Тюркского каганата. Ряд исследователей выдвигает теорию, согласно аргументам которых кимаки являются потомками монголоязычных кумоси.

## История
Государство занимало территорию от низовья реки Иртыш на востоке и до бассейна реки Урал на западе. Основным населением были кимаки, занимавшие в основном восточные земли каганата. По всей видимости, название каганат получил по принадлежности правящей династии к племени кимаков. В настоящее время существуют различные версии о языковой принадлежности кимаков: часть историков относит их к монголоязычным племенам, а часть считает тюркоязычными.
Западные земли каганата ближе к Уралу принадлежали тюркоязычным кыпчакам. Также каганат населяли другие племена: эймуры, татары, байандуры, ланиказы, аджлау, смешанные кимако-кыргызские племена и другие. Столицей государства был город Имакия на Иртыше.
Северной границей каганата была Сибирская тайга, восточной были горы Алтая, южная заканчивалась в безжизненной степной Приаральской зоне, западная — в степях бассейна реки Яик (Урал). Перед серединой VIII века Кимакский каганат граничил с карлуками и тогуз-огузами на юге, с енисейскими кыргызами на востоке, с Хазарским каганатом на западе и северо-западе. В IX веке, после образования Волжской Булгарии, она стала граничить с Кимакским каганатом на северо-западе. После развала Уйгурского каганата в 840 году большое количество восточных тюркских племён присоединились к кимакам.
В X веке огузы были союзниками кыпчаков. В труде Ибн-Хаукаля (X век) представлена карта, показывающая кыпчакские и огузские совместные пастбища к северу от Аральского моря, сообщает об этом и Ал-Масуди, и добавляет о совместных учениях кипчаков (в составе Кимакского каганата) с огузами вдоль реки Имба. Аль-Бируни отмечал в своих произведениях, что огузы с кимаками пасут скот в стране кимаков.
На Ближнем Востоке страна кипчаков в IX—X веках после падения Хазарского каганата стала называться Дешт-и-Кипчак. В русских источниках — Половецкой степью. Кипчаки (половцы) Хазарского каганата, населявшие восточно-европейские степи между нижним Поволжьем и Придоньем, были главными западными соседями Кимакского каганата в X веке, с которыми тесно контактировали племена кипчаков, населявшие западные земли каганата. Подтверждением этих сведений служит широкое распространение по Южному Уралу в IX—X веках каменных фигур людей, типично тюркских поясных ремней и др.
В начале XI века начался внутренний распад Кимакского каганата. Кимаки и кипчаки каганата вытеснили огузов в южном направлении, печенегов в западном направлении, карлуков в юго-восточном и угров на север в сторону сибирской тайги. Полунезависимые ханы Кимакского каганата, почувствовав силу, стали проводить сепаратистскую политику, ослабляя центральную власть кагана. Каган превращается только в военного лидера, с небольшим подвластным ему ополчением. Отдельные ханы имели и собственное ополчение. В каганате в это время не было централизованной армии. Примерно в том же XI веке кипчаки двинулись дальше на запад, занимая земли, ранее принадлежавшие огузам и печенегам, и, усилившись, поставили кимаков в зависимое положение. Согласно оценкам некоторых источников, кипчакская миграция была продуманным захватом лучших пастбищ. Вместе с кипчаками на запад ушло некоторое количество кимакских племён, остальные остались на своих территориях около Иртыша. Эта миграция на запад кипчаков, кимаков и печенегов серьёзно изменила этническую карту в степной зоне Восточной Европы.
В XI—XII веках монголоязычное племя найманов в своем движении на запад вытеснило остатки кимаков-кипчаков с монгольского Алтая и верхнего Прииртышья. С середины XII века монгольские племена преобладали почти на всей территории современной Монголии.
В конце XII века целое войско кимаков переселились вместе со своими семьями в Среднюю Азию. Дочь кагана кимаков Теркен-хатун вышла замуж за хорезмшаха Текеша и, в качестве своеобразного «приданого», с нею пришло это войско. Этих переселенцев стали называть кипчаками, а название кимаки перестало употребляться.

«Упомянутая Теркен-хатун была из племени Байавут, а это одна из ветвей [племени] Йемек. Когда положение её стало высоким, она получила лакаб Худаванд-и джахан, что означает „Властительница мира“. Она была дочерью Джанкиши, одного из тюркских государей. Текиш, сын Ил-Арслана, взял её в жены так, как государи женятся на дочерях государей. Когда власть перешла к султану Мухаммаду по наследству от его отца Текиша, к нему примкнули племена Йемек и соседние с ними из тюрок. Благодаря им умножились силы султана, и он воспользовался их силой. По этой причине Теркен-хатун и распоряжалась в государстве, и как только султан завладевал какой-нибудь страной, он выделял там для неё лично важную область».
— Шихаб ад-дин Мухаммад ан-Насави

## Предыстория и происхождение кимаков
В казахстанской историографии преобладает мнение о том, что кимаки являются телеским племенем, известным в китайских источниках как яньмо. Согласно мнению Б. Е. Кумекова, кимаки (яньмо) в начале VII в. обитали в бассейне Кобдо, в Северо-Западной Монголии. В середине VII в. они откочевали севернее Алтайских гор и в Прииртышье. Между 766 и 840 годами кимаки заняли территорию Западного Алтая, Тарбагатая и Алакольской котловины. При этом, как полагает Ж. М. Сабитов, версия Б. Е. Кумекова о том, что кимаки проживали на территории Алтая и Иртыша, начиная с VII в. ошибочна. Более обоснованной является версия С. М. Ахинжанова об относительно позднем появлении кимаков на Иртыше. По мнению Ж. М. Сабитова, появление кимаков на Иртыше, стоит датировать никак не раньше конца X в. — начала XI в.
В состав кимаков входило семь племен: эймюр (ими), имек, татар, кыпчак, баяндур, ланиказ, аджлар (аджлад). Ими (эймюр) является вариантом произношения известного племени киби, входившего в телесский союз. Название имек больше известно как кимек. Ланиказ является написанием названия рода теленгит (доланьго). Аджлад имеет отношение либо к уйгурскому роду эдиз, либо к монголоязычному племени ажа.
Л. Н. Гумилёв отождествлял кимаков с чуйским племенем чумугунь, хотя эта версия не имеет общего признания. Данная версия, по мнению Ж. М. Сабитова, выглядит экстравагантной.

### Монгольская теория
Рядом исследователей аргументирована теория, согласно которой кимаки являются потомками монголоязычных кумоси. С. М. Ахинжанов выдвигает свою оригинальную теорию, доказывая, что кимаки — это известный из других источников народ кай или кумоси (си, хи) из китайских источников. Йемеки и кимаки, по его мнению, разные народы. Доказывая свой основной тезис о тождестве кимаков и кумоси (каи), Ахинжанов С. М. приводит аналогичные мнения Григорьева В. В., Пелльо П., Менгеса К. Г., Минорского В. Ф., Василевича Г. М., Туголукова В. А. Пилипчук Я. В. также поддержал точку зрения о происхождении кимаков от кумоси.
В Ляо Ши, выделялись западные и восточные си. По мнению Ж. М. Сабитова, это косвенно доказывает идентичность западных кумоси и кимаков. Кумоси разделились на восточных, подчинившихся киданям и западных, ушедших на Иртыш и Алтай. Это хорошо согласуется с легендой о Шаде из сведений Гардизи.
Кумоси представляют собой потомков юйвэнь, которые управлялись выборными хуннскими старейшинами из шаньюевого рода Юйвэнь. Кумоси включали в себя как хуннские, так и дунхуские этнические элементы. Кумоси, в свою очередь, являлись предками урянхайцев.
Согласно Ж. М. Сабитову, кимаки были монголоязычны и тождественны таким племенам, как йемек, кумохи (хи, кумоси, си), кумук-атыкуз, урянкат, дачун тайцзи (великие змеи). Кай (уран), по его мнению, не тождественны кимакам, это соседние и родственные между собой народы. Он полагает, что кимаки входили в состав союза цзубу, во главе которых стояли кумоси. После поражений от киданей часть союза цзубу откочевала на Запад (в район Алтая и Иртыша), где основала Кимакское владение на Иртыше.

## Общественный строй
Каганат делился на 12 уделов, во главе которых стояли правители.
Власть кагана и управителей была наследственной. Широко была развита система удельного землепользования. Право на удельное владение давалось каганом, владельцы земель обязаны были выставлять ему определённое количество воинов, организовывать сбор налогов и обеспечивать выполнение законов и порядка. Каган пребывал в городе Имакия, расположенном на Иртыше.
Кимакский каганат являлся раннефеодальным обществом. Основным видом хозяйства было кочевое скотоводство, занимались и ранним земледелием — возделывали пшеницу, ячмень, рис. Было развито и ремесло: металлургия, кожевенное дело, ювелирное искусство и др. Существовал обычай ставить каменные изваяния воинов; из Тюркского каганата была также заимствована руническая письменность.

## Города и археология
В стране существовали десятки городов, развалины которых обнаружены в Южной Сибири и Казахстане.
Согласно сведениям арабского географа аль-Идриси, у кимаков было шестнадцать городов: Карантия, Гаган, Дахрат, Дамурия, Сараус, Банджар, Астур, Хакан (Кимакия), Фавараг, Манарах, Сисан, Кали (Ман), Надж, Захлан, Ханауш и Лалан. Эти населённые пункты можно условно распределить по трём основным регионам, охватывающим территорию современного Казахстана и сопредельных районов.
- Северные владения располагались вдоль рек Иртыш, Тобол и Есиль (Ишим). К этому региону относятся такие города, Астур (севернее озера Зайсан), Манарах (южнее Тобольска), Хакан (столица Кимакской державы), Фавараг (юго-восточнее Хакана), Сисан (по мнению некоторых историков, является известным по археологическим раскопкам городищем Бозок), Кани (Ман), находящийся вдоль течения реки Тобол[21].

- Юго-восточные владения охватывали земли Прибалхашья, Семиречья и Восточного Туркестана. В этот регион входили города Сараус, Дамурия, Гаган, Дахрат, Карантия и Банджар. Сараус, по-видимому, находился на территории Семиречья, Дамурия — вблизи современного города Кульджа, Гаган — южнее озера Балхаш, а Дахрат и Карантия — соответственно на западном и восточном берегах этого озера. Город Банджар, согласно описаниям, располагался в горном районе Гиргир, который отождествляется с Тарбагатаем[21].

- Юго-западные владения охватывали центральные области Казахстана. Сюда относились города Надж, Захлан, Ханауш и Лалан. Надж, предположительно, находился в районе гор Кызылтас, Захлан (также упоминаемый как Дахлан) — в пределах современного Шетского района Карагандинской области, а города Ханауш и Лалан располагались вблизи Улытау[21].

Умерших хоронили в курганах по способу трупоположения или сожжения (кремация). От тюрков — своих ближайших предков — кимаки унаследовали захоронение вместе с умершим коня и изготовление каменных статуй.

## Экономика
С их поселениями и пастбищами, простиравшимися на тысячи километров от Иртыша до Каспийского моря и от тайги до казахстанских полупустынь, экономика Кимакской конфедерации варьировала между восточными районами и западными районами, а также между северной лесостепью и южными предгорьями Тянь-Шаня. Персидский анонимный автор подчеркивал, что кипчаки, жившие в крайних западных областях каганата, вели более примитивный образ жизни, чем те, кто жил вблизи Иртыша, где город Имак был центром кимакского союза и летней резиденцией кимакского кагана.
Кимакская экономика была классическим среднеазиатским скотоводческим кочевничеством, с тюркской моделью широко варьирующихся местных экономических специализаций и адаптаций. Ключевым животным была лошадь, а главным животным для пропитания-овца. Будучи натуральным животным, жирнохвостые овцы давали мясо для еды, масло для приготовления пищи и жир для освещения. Самые бедные кимаки пасли скот. Зимовали они в степи между реками Эмбой и Уралом, а лето проводили у Иртыша. Летний дом Кимакских каганов находился в городе Имак, на среднем Иртыше, зимняя столица-Тамим на южном берегу озера Балхаш. Археология подтверждает, что те кимаки в Прииртышье были полуоседлыми, аль-Идриси в XII веке писал о кимакских возделываемых землях как о хорошо известном факте, с посевами пшеницы, проса, ячменя, бобовых и риса. Кимаки также выращивали виноград и были пчеловодами. Они оставили после себя остатки ирригационных систем и развалины замков. Аль-Идриси подробно описывает кимакские города, подчеркивая, что все они были хорошо укреплены. В городе кагана, где сосредоточилась кимакская аристократия, были рынки и храмы. Оседлый образ жизни привел к строительству более устойчивых жилищ, в поселениях и городах наряду с войлочными юртами широко использовались глинобитные полуземлянки. Как правило, оба типа жилищ имели очаг в центре.
Кипчаки, как по письменным источникам, так и по археологическим свидетельствам, сочетали скотоводство с некоторыми элементами оседлого образа жизни. «Дешт-и-Кипчак», или кипчакские степи, были хорошо организованы для процветающего кочевого скотоводства. Степь делилась на участки с определёнными пастбищными маршрутами, яйлакские летние поселения и кишлакские зимние поселения. Рядом с постоянными поселениями яйлак и кишлак находились курганные кладбища. В поселениях и вдоль степных шляхов («дорог») и кочевых путей кипчаки воздвигали святилища предков с каменными статуями, изображавшими умерших. Любимым животным была лошадь, используемая для верховой езды и тяги в сельском хозяйстве, а конина считалась лучшей. Среди ремесел были обработка кожи, производство войлока, одежды и обуви, конская упряжь из кожи и войлока. Кимаки и другие племена каганата производили оружие, орудия труда и сельскохозяйственные орудия. В лесостепных районах широко распространена деревообработка. Посуда, детали юрты и т. д. были сделаны из дерева. Железо, золото и серебро добывали и обрабатывали. Кимакские города в основном располагались вдоль торговых путей. Торговля шла в основном по бартеру, крестьяне обменивали зерно и муку на баранину и кожу, но активно развивалась и денежная торговля.
Под влиянием торговых отношений с арабами-мусульманами Кимакский каганат был втянут в работорговлю, где продавали «неугодных людей», своих родственников, также кидани продавали людей, живущих занимающихся разбойными нападениями и облавами. Этот процесс длился 200 лет, приблизительно в 850—1050 гг.

## Культура и верования
Каган носил золотую одежду и золотую корону. Существовали судьи, писари и советники.
В раннюю эпоху население в массе своей было языческим, исповедовало, как и многие ранние тюрки, тенгрианство, почитало небо, солнце и звезды, землю и духов предков, занималось астрологией.
Затем официальной государственной религией в Кимакском каганате стала — манихейство (религиозное учение, распространенное с III века в Иране, Средней Азии и Индии), воспринятое с его книжностью, был распространен также буддизм, позднее, с VIII века, — ислам. Кимакский принц, сын кагана аль-Джахан ибн Хакан аль-Кимаки оставил после сведения на арабском языке труд про города, культуру и историю Кимакского каганата.
Кимаки также поклонялись скалам с изображениями (по-видимому, древними петроглифами) и изображениями человеческих ног. Аль-Идриси говорил о вере в различных духов и о принятии некоторыми кимаками манихейства и ислама. По-видимому, последние две религии начали проникать к кимакам в X веке, но получили широкое распространение значительно позже, и то только в Центрально-Иртышском и Балхашском районах.
С конца IX века сооружение небольших огороженных святилищ, посвященных предкам, со статуей (или статуями) внутри стало отличительной чертой куманов и кипчаков. Обелиски часто были простыми грубыми стелами, часто с фигурами без деталей. Лица обозначались глубокими резными линиями, часто в форме сердца. Женские статуи отличались от мужских круглой грудью. Святилища строились только для богатых и знатных кочевников.
Низами описал почтение кимаков к своим предкам. Кимаки и куманы/кипчаки воздвигли множество статуй, которые, как считалось, обладали особой силой и почитались соответственно: «все куманы/кипчаки, когда им случалось проходить там, дважды кланялись перед этим обелиском. Верхом или пешком, они кланяются ему, как творцу. Всадник берет стрелу из колчана в честь её, пастухи со стадами оставляют овцу позади». Некоторые кимаки кремировали своих умерших: близ Иртыша найдены кремационные захоронения.
С. А. Плетнёва разработала сравнительную характеристику обычаев средневековых Понтийских погребений, в том числе кимаков, куманов и кипчаков. Погребальные дары-это то, что необходимо кочевнику во время путешествия в загробный мир: конская сбруя, оружие, реже личные украшения и сосуды с ритуальной пищей. Рядом с больным лежал его верный товарищ — конь. Вера в необходимость снабжать больных всем необходимым в дороге и хотя бы для первоначальной жизни в ином мире описана путешественником и писателем X века Ибн Фадланом, описывающим не кимак-кипчакский, а огузский погребальный обряд. Однако из раскопок курганов кочевников мы знаем, что погребальные обряды тюркских народов были в целом схожи, то есть общие положения по постройке погребальных комплексов были идентичны.
Кочевников всегда сопровождали в потусторонний мир забитые лошади, а иногда и другие животные, а убитых им врагов изображали простыми стелами или грубыми человеческими изображениями из камня или дерева. Лошади были необходимы для быстрого перехода, для переправы из одного мира в другой, и чем их больше, тем лучше. Среди огузов изображения умерших не устанавливались ни над гробницами, ни в специальных святилищах. Этот обычай был только у населения Кимакского каганата, и главным образом у кипчаков.

## Известные правители
- Алир Кара Уран
- Алир Дерек
- Иналчик
- Абархан
- Бачман
- аль-Джахан ибн Хакан аль-Кимаки — сын Кимакского кагана